# Macbeth (téléfilm, 1959)
Pour les articles homonymes, voir Macbeth.
Pour plus de détails, voir Fiche technique et Distribution.
Macbeth est un téléfilm français, réalisé par Claude Barma et diffusé à la télévision le 20 octobre 1959.

## Fiche technique
- Titre original : Macbeth
- Pays d'origine :  France
- Année : 1959
- Réalisation : Claude Barma
- Scénario : Jean Curtis
- Histoire : William Shakespeare, d'après sa pièce éponyme
- Musique : Georges Delerue
- Photographie : Jacques Lemare
- Costumes : Christiane Coste
- Langue : français
- Format : Noir et blanc – Mono
- Genre : drame
- Durée : 106 minutes
- Dates de sortie :  France : 20 octobre 1959

## Distribution
- Daniel Sorano : Macbeth
- Maria Casarès : Lady Macbeth
- Philippe Noiret : Macduff
- Jean Topart : Banquo
- Roger Coggio : Malcolm
- André Oumansky : Ross
- Jean-Baptiste Thierrée : Fleance
- Robert Porte : Ennox
- Robert Fontanet : Angus
- Jean-Paul Thomas : Donalbain
- Marcelle Ranson-Hervé : 1re sorcière
- Madeleine Marion : 2e sorcière
- Valérie Quincy : 3e sorcière

### Sources Web
- « Macbeth », sur le site de l'Institut national de l'audiovisuel (INA).